# ポパイ いじわる魔女シーハッグの巻
『ポパイ いじわる魔女シーハッグの巻』は、テクノスジャパンから1994年8月12日に発売された、スーパーファミコン用ビデオゲームソフト。すごろく＋横スクロールアクションゲーム。

## 概要
プレイヤーはポパイとなって、すごろくとアクションを進めていく。ブルータスといったキャラクターや、アンカーといったアイテムが登場する。アクション画面では「雑巾のようにしぼる」といった、アメリカンコミックのようなデフォルメの効いた技がある。
対戦ゲームでは画面が上下に分割されることがあり、別々の進行が行われることがある。上画面ですごろくをして進めている最中に下画面で横スクロールアクションをしていることもある。